# 박정희 (1941년)
박정희(朴貞姬, 1941년 2월 14일 ~ )은 대한민국의 제5대 대구광역시의원이었다.

## 학력
- 계명대학교 사회과학대학 행정학과 학사 졸업

## 경력
- 민주평화통일자문회의 중앙상임위원
- 열린우리당 대구시당 부위원장
- 열린우리당 전임고문
- 한국통일여성협의회 대구시 회장
- 대구시 여성단체협의회 회장
- 대구시 새마을부녀회 회장
- 2006.07 ~ 2010.06 제5대 대구광역시의회 의원
- 2006.07 ~ 2008.07 제5대 대구광역시의회 전반기 교육사회위원회 위원
- 2006.07 ~ 2008.07 제5대 대구광역시의회 전반기 예산결산특별위원회 위원
- 2007.10 ~ 2007.11 제5대 대구광역시의회 대구광역시 공사·공단및출자·출연기관 운영실태조사특별위원회 위원
- 2008.07 ~ 2010.06 제5대 대구광역시의회 후반기 교육사회위원회 위원
- 2008.07 ~ 2010.06 제5대 대구광역시의회 후반기 예산결산특별위원회 위원
- 2008.03 ~ 2010.03 제5대 대구광역시의회 2011세계육상선수권대회지원특별위원회 위원

## 역대 선거 결과
| 실시년도 | 선거      | 대수 | 직책   | 선거구     | 정당       | 득표수    | 득표율          | 순위         | 당락 | 비고           |
| -------- | --------- | ---- | ------ | ---------- | ---------- | --------- | --------------- | ------------ | ---- | -------------- |
| 2006년   | 지방 선거 | 5대  | 시의원 | 대구광역시 | 열린우리당 | 113,543표 | \| \| 12.57% \| | 비례대표 1번 |      | 초선, 민선 4기 |
|          | 12.57%    |      |        |            |            |           |                 |              |      |                |